# ذخیره‌گاه دولتی شاهبوز

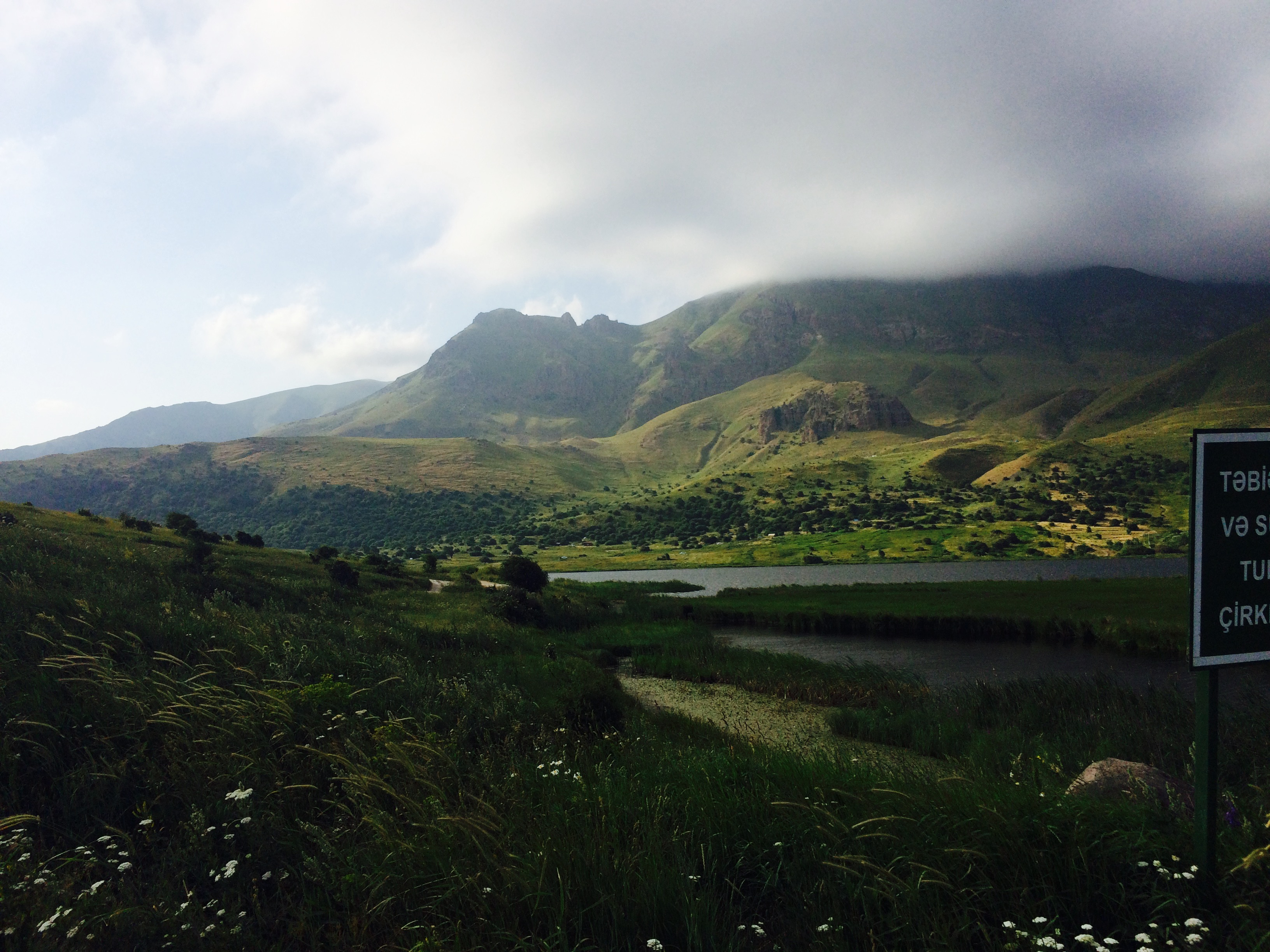
ذخیره گاه دولتی شاهبوز

ذخیره‌گاه دولتی شاهبوز (به ترکی آذربایجانی: Şahbuz Dövlət Təbiət Qoruğu) یک ذخیره‌گاه دولتی به مساحت ۳۱.۳۹ کیلومتر مربع در شهرستان شاهبوز از توابع جمهوری خودمختار نخجوان در جمهوری آذربایجان است. این ذخیره‌گاه با حکم رئیس‌جمهور جمهوری آذربایجان در ۱۶ ژوئن ۲۰۰۳ با هدف نگهداری از گونه‌های نادر و کمیاب و در معرض خطر گیاهان و جانوران گشایش یافت. دریاچه باتابات در این ناحیه قرار گرفته و سرتاسر آن با چمنزارها پوشیده شده است. گیاهان دارویی و درختان بلوط زیادی نیز در آن دیده می‌شود. جانوران زیادی از جمله کبک، بلبل دم‌پهن، خرس قهوه‌ای، گورکن، سیاه‌گوش و ... در آن وجود دارد.